# DJ Magazine
DJ Magazine (també conegut com a DJ Mag) és una revista mensual britànica dedicada a la música dance i DJs. Fundat en 31 de gener de 1991, la revista mensual es tradueix al portuguès, polonès (des de juny de 2010),), ucraïnès, lituà, xinès, búlgar, espanyol, francès, alemany, italià i holandès.

## Top 100 DJs
Top 100 DJs és una llista elaborada per la revista especialitzada DJ Magazine en la qual s'escullen els cent millors DJ's del món.

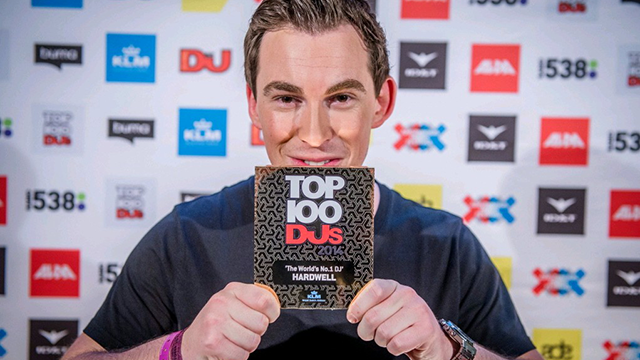
Hardwell sostenent la seva placa després de ser coronat DJ número 1 el 2014.

### 1991–1996
| Els 3 millors DJs: votats per DJ Magazine |                |             |                |
| Any                                       | 1r             | 2n          | 3r             |
| 1991                                      | Danny Rampling | Graeme Park | Mike Pickering |
| 1992                                      | Smokin Jo      | sense valor | sense valor    |
| 1993                                      | Aba Shanti-I   | Alfredo     | Stu Allan      |
| 1994                                      | sense valor    | sense valor | sense valor    |
| 1995                                      | Judge Jules    | sense valor | sense valor    |
| 1996                                      | Carl Cox       | sense valor | sense valor    |

### 1997–present
| Els 5 millors DJs: votats públicament |                           |                           |                  |                      |                  |        |
| Any                                   | 1r                        | 2n                        | 3r               | 4t                   | 5è               | Ref.   |
| 1997                                  | Carl Cox                  | Paul Oakenfold            | Sasha            | Judge Jules          | Tony De Vit      | [ 12 ] |
| 1998                                  | Paul Oakenfold            | Carl Cox                  | Judge Jules      | Pete Tong            | Sasha            | [ 13 ] |
| 1999                                  | Paul Oakenfold            | Carl Cox                  | Sasha            | Judge Jules          | Paul van Dyk     | [ 14 ] |
| 2000                                  | Sasha                     | Paul Oakenfold            | John Digweed     | Paul van Dyk         | Carl Cox         | [ 15 ] |
| 2001                                  | John Digweed              | Sasha                     | Danny Tenaglia   | Paul van Dyk         | Paul Oakenfold   | [ 16 ] |
| 2002                                  | Tiësto                    | Sasha                     | John Digweed     | Paul van Dyk         | Armin van Buuren | [ 17 ] |
| 2003                                  | Tiësto                    | Paul van Dyk              | Armin van Buuren | Sasha                | John Digweed     | [ 18 ] |
| 2004                                  | Tiësto                    | Paul van Dyk              | Armin van Buuren | Sasha                | Ferry Corsten    | [ 19 ] |
| 2005                                  | Paul van Dyk              | Tiësto                    | Armin van Buuren | Sasha                | Ferry Corsten    | [ 20 ] |
| 2006                                  | Paul van Dyk              | Armin van Buuren          | Tiësto           | Christopher Lawrence | DJ Dan           | [ 21 ] |
| 2007                                  | Armin van Buuren          | Tiësto                    | John Digweed     | Paul van Dyk         | Sasha            | [ 22 ] |
| 2008                                  | Armin van Buuren          | Tiësto                    | Paul van Dyk     | Above & Beyond       | David Guetta     | [ 23 ] |
| 2009                                  | Armin van Buuren          | Tiësto                    | David Guetta     | Above & Beyond       | Paul van Dyk     | [ 24 ] |
| 2010                                  | Armin van Buuren          | David Guetta              | Tiësto           | deadmau5             | Above & Beyond   | [ 25 ] |
| 2011                                  | David Guetta              | Armin van Buuren          | Tiësto           | deadmau5             | Above & Beyond   | [ 26 ] |
| 2012                                  | Armin van Buuren          | Tiësto                    | Avicii           | David Guetta         | deadmau5         | [ 27 ] |
| 2013                                  | Hardwell                  | Armin van Buuren          | Avicii           | Tiësto               | David Guetta     | [ 28 ] |
| 2014                                  | Hardwell                  | Dimitri Vegas & Like Mike | Armin van Buuren | Martin Garrix        | Tiësto           | [ 29 ] |
| 2015                                  | Dimitri Vegas & Like Mike | Hardwell                  | Martin Garrix    | Armin van Buuren     | Tiësto           | [ 30 ] |
| 2016                                  | Martin Garrix             | Dimitri Vegas & Like Mike | Hardwell         | Armin van Buuren     | Tiësto           | [ 31 ] |
| 2017                                  | Martin Garrix             | Dimitri Vegas & Like Mike | Armin van Buuren | Hardwell             | Tiësto           | [ 32 ] |
| 2018                                  | Martin Garrix             | Dimitri Vegas & Like Mike | Hardwell         | Armin van Buuren     | David Guetta     | [ 33 ] |
| 2019                                  | Dimitri Vegas & Like Mike | Martin Garrix             | David Guetta     | Armin van Buuren     | Marshmello       | [ 34 ] |
| 2020                                  | David Guetta              | Dimitri Vegas & Like Mike | Martin Garrix    | Armin van Buuren     | Alok             | [ 35 ] |

## Palmarés segons DJ

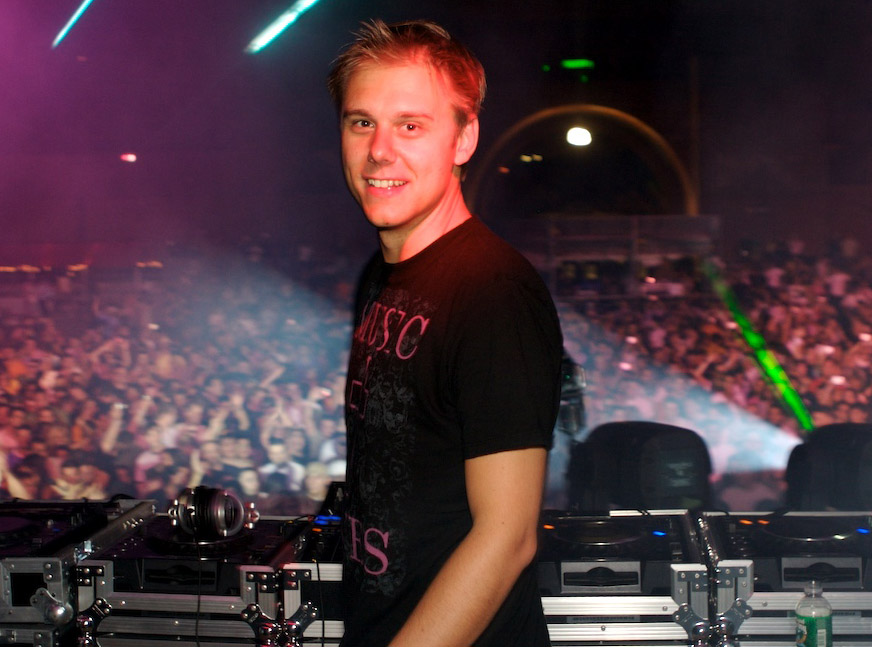
Armin van Buuren, escollit 5 cops el millor DJ del món

| DJ                        | Nom                                 | Nº Anys | Anys                         |
| ------------------------- | ----------------------------------- | ------- | ---------------------------- |
| Armin van Buuren          | Armin van Buuren                    | 5       | 2007, 2008, 2009, 2010, 2012 |
| Tiësto                    | Tjis Michiel Verwest                | 3       | 2002, 2003, 2004             |
| Martin Garrix             | Martijn Gerard Garritsen            | 3       | 2016, 2017, 2018             |
| Carl Cox                  | Carl Cox                            | 2       | 1996, 1997                   |
| Paul Oakenfold            | Peter Dennis Blandford              | 2       | 1998, 1999                   |
| Paul van Dyk              | Matthias Paul                       | 2       | 2005, 2006                   |
| Hardwell                  | Robbert van de Corput               | 2       | 2013, 2014                   |
| Dimitri Vegas & Like Mike | Dimitri Thivaios & Michael Thivaios | 2       | 2015, 2019                   |
| David Guetta              | Pierre David Guetta                 | 2       | 2011, 2020                   |
| Sasha                     | Alexander Paul Coe                  | 1       | 2000                         |
| John Digweed              | John Digweed                        | 1       | 2001                         |

## Palmarés segons nacionalitat
| Nacionalitat  | Nº Anys | Anys                                                                         |
| ------------- | ------- | ---------------------------------------------------------------------------- |
| Països Baixos | 13      | 2002, 2003, 2004, 2007, 2008, 2009, 2010, 2012, 2013, 2014, 2016, 2017, 2018 |
| Regne Unit    | 4       | 1998, 1999, 2000, 2001                                                       |
| Barbados      | 2       | 1996, 1997                                                                   |
| Alemanya      | 2       | 2005, 2006                                                                   |
| Bèlgica       | 2       | 2015, 2019                                                                   |
| França        | 2       | 2011, 2020                                                                   |